# Landkreis Westprignitz

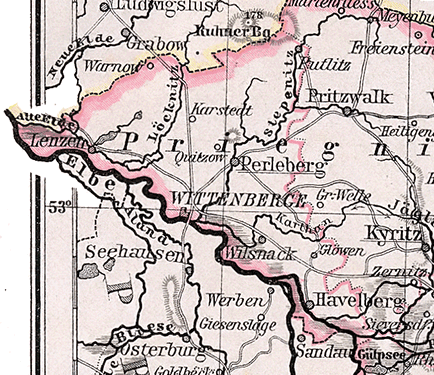
Das Kreisgebiet 1905

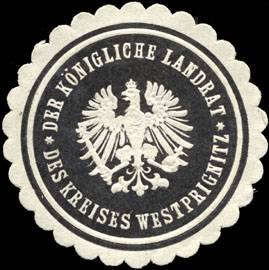
Siegelmarke Der königliche Landrat des Kreises Westprignitz

Der Landkreis Westprignitz, ursprünglich  Kreis Westprignitz, war ein Landkreis in Brandenburg. Er bestand in der preußischen Provinz Brandenburg und im Land Brandenburg der SBZ bzw. DDR von 1817 bis 1952.

## Umfang
Der Kreis Westprignitz umfasste am 1. Januar 1945 die fünf Städte Bad Wilsnack, Havelberg, Lenzen, Perleberg und Putlitz sowie 136 weitere Gemeinden. Heute gehört der größte Teil des ehemaligen Kreisgebiets zum Landkreis Prignitz in Brandenburg. Der südliche Zipfel des früheren Landkreises rund um die Stadt Havelberg gehört heute zum Landkreis Stendal in Sachsen-Anhalt und ein kleiner Teil im Norden des früheren Landkreises gehört heute zum Landkreis Ludwigslust-Parchim in Mecklenburg-Vorpommern.

## Verwaltungsgeschichte

### Königreich Preußen
Im Rahmen der Bildung von Provinzen und Regierungsbezirken in Preußen erfolgte mit Wirkung zum 1. April 1817 im Regierungsbezirk Potsdam der preußischen Provinz Brandenburg eine Kreisreform, bei der in der Prignitz die neuen Kreise Westprignitz und Ostprignitz entstanden. Der Kreis Westprignitz wurde gebildet aus
- dem aufgelösten Kreis Lenzen
- dem aufgelösten Kreis Plattenburg
- den größten Teil des aufgelösten Kreises Perleberg und
- einem Teil des aufgelösten Kreises Havelberg.

Das Landratsamt befand sich in der Stadt Perleberg.

### Norddeutscher Bund/Deutsches Reich
Seit dem 1. Juli 1867 gehörte der Kreis zum Norddeutschen Bund und ab dem 1. Januar 1871 zum Deutschen Reich. Am 1. August 1922 schied die Stadt Wittenberge aus dem Kreis Westprignitz aus und bildete fortan einen eigenen Stadtkreis. Gegen Ende der 1920er Jahre wurden im Kreis Westprignitz alle Gutsbezirke aufgelöst und benachbarten Landgemeinden zugeteilt. Im Frühjahr 1945 wurde das Kreisgebiet durch die Rote Armee besetzt.

### Deutsche Demokratische Republik
Durch das Gesetz über die Änderung zur Verbesserung der Kreis- und Gemeindegrenzen vom 28. April 1950 verlor die Stadt Wittenberge ihre Kreisfreiheit und kam am 1. Juli 1950 wieder zum nunmehr Landkreis Westprignitz genannten Kreis.
Im Zuge der Verwaltungsneugliederung am 23. Juli 1952 wurden das Land Brandenburg und der Landkreis Westprignitz aufgelöst:
- Der Raum Lanz / Lenzen / Lenzerwische kam zum Kreis Ludwigslust im Bezirk Schwerin.
- Die Stadt Putlitz sowie die Gemeinden Hülsebeck, Lockstädt, Lütkendorf, Mansfeld und Sagast kamen zum Kreis Pritzwalk im Bezirk Potsdam.
- Die Stadt Havelberg und die Gemeinden Jederitz, Kümmernitz, Nitzow, Toppel und Vehlgast kamen zum Kreis Havelberg im Bezirk Magdeburg.
- Alle übrigen Städte und Gemeinden bildeten den Kreis Perleberg im Bezirk Schwerin.

### Bundesrepublik Deutschland
Der Kreis Perleberg wechselte am 3. Oktober 1990 in das neu begründete Land Brandenburg, nachdem eine Bürgerbefragung im Sommer 1990 dies befürwortete. Am 1. August 1992 wechselte auch die Region Lenzen per Staatsvertrag vom 1. Juli 1992 zum Land Brandenburg und damit zum Kreis Perleberg. Aus den alten Kreisen Perleberg und Pritzwalk (ohne die Gemeinden Blumenthal, Grabow und Rosenwinkel) und dem Amt Gumtow des ehemaligen Kreises Kyritz wurde am 6. Dezember 1993 der neue Landkreis Prignitz gebildet.

## Einwohnerentwicklung
| Jahr | Einwohner | Quelle |
| ---- | --------- | ------ |
| 1816 | 40.057    | [ 3 ]  |
| 1846 | 63.317    | [ 4 ]  |
| 1871 | 70.892    | [ 5 ]  |
| 1890 | 72.697    | [ 6 ]  |
| 1900 | 76.789    | [ 6 ]  |
| 1910 | 81.414    | [ 6 ]  |
| 1925 | 62.216    | [ 6 ]  |
| 1933 | 62.158    | [ 6 ]  |
| 1939 | 63.439    | [ 6 ]  |
| 1946 | 88.487    | [ 7 ]  |

## Kommunalverfassung bis 1945
Der Kreis Westprignitz gliederte sich in Städte, in Landgemeinden und – bis zu deren Auflösung im Jahre 1929 – in Gutsbezirke. Mit Einführung des preußischen Gemeindeverfassungsgesetzes vom 15. Dezember 1933 sowie der Deutschen Gemeindeordnung vom 30. Januar 1935 wurde zum 1. April 1935 das Führerprinzip auf Gemeindeebene durchgesetzt. Eine neue Kreisverfassung wurde nicht mehr geschaffen; es galt weiterhin die Kreisordnung für die Provinzen Ost- und Westpreußen, Brandenburg, Pommern, Schlesien und Sachsen vom 19. März 1881.

## Landräte
- 1817–1839 Karl Friedrich von Petersdorff
- 1839–1860 Gustav von Saldern-Plattenburg
- 1860–1895 Julius von Jagow
- 1895–1906 Traugott von Jagow
- 1906–1917 Hans Joachim von Graevenitz
- 1917–1919 Hartwig von Graevenitz
- 1919–1920 Paul Spiritus
- 1920–1922 Karl Willigmann
- 1922–1932 August Karl Luis Eugen Sommer
- 1932–1934 Wilhelm von Goßler
- 1934–1945 Johannes Bierbach

## Städte und Gemeinden

### Stand 1945
Dem Kreis Westprignitz gehörten 1945 die folgenden Städte und Gemeinden an:
- Abbendorf
- Baarz
- Bad Wilsnack, Stadt
- Bäckern
- Baek
- Bälow
- Bendelin
- Bentwisch
- Berge
- Bernheide
- Besandten
- Blüthen
- Boberow
- Bochin
- Breese
- Breetz
- Bresch
- Burghagen
- Burow
- Cumlosen
- Dallmin
- Dargardt
- Deibow
- Dergenthin
- Düpow
- Eldenburg
- Ferbitz
- Gaarz
- Gandow
- Garlin
- Garsedow
- Glövzin
- Glöwen
- Gnevsdorf
- Görnitz
- Grenzheim
- Groß Breese
- Groß Buchholz
- Groß Gottschow
- Groß Leppin
- Groß Linde
- Groß Lüben
- Groß Warnow
- Groß Werzin
- Grube
- Guhlsdorf
- Gülitz
- Gulow
- Havelberg, Stadt
- Hinzdorf
- Hohenvier
- Hülsebeck
- Jagel
- Jederitz
- Karstädt
- Kietz a./Elbe
- Kleeste
- Klein Gottschow
- Klein Lüben
- Klein Warnow
- Kleinow
- Kletzke
- Krampfer
- Kreuzburg
- Kribbe
- Krinitz
- Kuhblank
- Kümmernitz
- Laaslich
- Lanz
- Legde
- Lennewitz
- Lenzen, Stadt
- Lenzersilge
- Lockstädt
- Lübzow
- Lütjenheide
- Lütkendorf
- Lütkenwisch
- Mankmuß
- Mansfeld
- Mellen
- Mesekow
- Milow
- Mödlich
- Moor
- Motrich
- Müggendorf
- Nausdorf
- Nebelin
- Netzow
- Neuhausen
- Nitzow
- Perleberg, Stadt
- Pinnow
- Pirow
- Postlin
- Premslin
- Pröttlin
- Putlitz, Stadt
- Quitzöbel
- Quitzow
- Rambow b. Boberow
- Rambow b. Krampfer
- Reckenzin
- Reetz
- Retzin
- Roddan
- Rohlsdorf
- Rosenhagen
- Rühstädt
- Sagast
- Sargleben
- Schadebeuster
- Schilde
- Schönfeld
- Seddin
- Seedorf
- Seetz
- Söllenthin
- Spiegelhagen
- Steesow
- Steinberg
- Streesow
- Strehlen
- Sükow
- Tacken
- Tangendorf
- Toppel
- Unbesandten
- Uenze
- Vehlgast
- Viesecke
- Weisen
- Wentdorf
- Wolfshagen
- Wootz
- Wüsten Vahrnow
- Wustrow
- Zuggelrade
- Zwischendeich

### Vor 1939 aufgelöste Gemeinden
- Babekuhl, am 1. April 1939 zu Lanz
- Groß Berge und Klein Berge, am 1. Oktober 1938 zur neuen Gemeinde Berge zusammengeschlossen
- Klein Breese und Mittel Breese, am 1. April 1939 zur neuen Gemeinde Breese zusammengeschlossen
- Gosedahl, am 1. April 1939 zu Boberow
- Haverland, am 1. April 1939 zu Abbendorf
- Klein Welle, am 1. April 1939 zu Viesecke
- Neu Sagast, am 1. April 1939 zu Sagast
- Saldernhorst, im 20. Jahrhundert zu Vehlgast
- Groß Wootz, Klein Wootz und Rosensdorf, am 1. April 1939 zur neuen Gemeinde Wootz zusammengeschlossen

### Namensänderungen
- Die Stadt Wilsnack erhielt 1929 die Zusatzbezeichnung Bad.
- Die Gemeinde Grenzheim hieß bis 1919 Schweinekofen[8]
- Die Gemeinde Groß Warnow hieß bis 1937 Warnow
- Die Gemeinde Klein Warnow hieß bis 1937 Wendisch Warnow